# Kirchberg am Wagram
Kirchberg am Wagram là một đô thị thuộc huyện Tulln trong bang Niederösterreich, Áo.